# Theano (filosofe)
Theano (Oudgrieks: Θεανώ) was een Grieks pythagoreïsch filosofe, wiskundige en vermoedelijk ook arts uit de 6e eeuw v.Chr. 
Theano was de dochter van de Griekse arts Brontinus. Aanvankelijk was zij een leerling en later ook de echtgenote van de 36 jaar oudere filosoof Pythagoras. Diogenes Laërtius vermeldt dat volgens sommige bronnen Theano niet de dochter was, maar de vrouw van Brontinus en dat zij slechts een leerling was van Pythagoras. Zij zou dan de dochter geweest zijn van de Orphische filosoof en arts Pythonax van Kreta. 
Sommige bronnen duiden haar aan als de opvolgsters van Pythagoras als hoofd van de pythagoreïsche school na diens dood. Zij zou samen met haar drie dochters Damo, Myria and Arignote de Pythagoreïsche leer hebben uitgedragen naar Griekenland en de Egyptische wereld. Daarnaast had ze ook nog twee zonen, Mnesarchos en Telauges. 
Iamblichos stelt in zijn Leven van Pythagoras echter dat niet Theano zelf de opvolger was van Pythagoras, maar Aristaeus met wie zij na de dood van Pythagoras zou hertrouwd zijn. Die zou vervolgens de fakkel hebben doorgegeven aan Mnesarchos. Bij Diogenes Laërtius wordt ook de naam van Pythagoras' zoon Talauges genoemd, al lijkt Diogenes zelf aan de geloofwaardigheid daarvan te twijfelen. 
Wel is zeker dat zij een erg grote denkster was en ongetwijfeld een grote invloed had binnen de pythagoreïsche school. 
Zij schreef vermoedelijk verschillende traktaken over diverse onderwerpen in het domein van de wiskunde en astronomie. Zo schreef zij vermoedelijk als eerste over de Gulden snede. Daarnaast wordt ook een biografie van Pythagoras, ook getiteld Leven van Pythagoras, gedocumenteerd. 
Geen van deze werken is echter bewaard gebleven. 